# Emil Gerstner
Emil Louis Gerstner (* 9. November 1887 in Wiesloch; † 11. Dezember 1944 in Heidelberg) war ein deutscher Wirtschaftswissenschaftler.

## Leben
Emil Gerstner besuchte das Lehrerseminar. Anschließend studierte er an der Handelshochschule Mannheim. 1911 wurde er Mitglied des Corps Rheno-Nicaria Mannheim (1933–1935 Burschenschaft Hubertia-Rheno-Nicaria Heidelberg in der DB). Das Studium schloss er als staatlicher Handelslehrer ab. Am Ersten Weltkrieg nahm er als Leutnant der Reserve teil.
1920 wurde er an der Universität Heidelberg zum Dr. phil. promoviert. Seit 1923 hatte er dort als Lektor einen Lehrauftrag für Privatwirtschaftslehre. Von 1930 bis 1933 gehörte er der DNVP an. Am 23. Mai 1937 beantragte er die Aufnahme in die NSDAP und wurde rückwirkend zum 1. Mai desselben Jahres aufgenommen (Mitgliedsnummer 4.270.710). Ende 1940 erhielt er die Ernennung zum Honorarprofessor für Betriebswirtschaftslehre. Zu seinen Arbeitsgebieten gehörte das Rechnungswesen und die Betriebslehre des Fremdenverkehrs.
Im Zweiten Weltkrieg diente er als Major. Er starb an den Folgen einer Kriegsverletzung in einem Lazarett in Heidelberg.

## Auszeichnungen
Im Ersten Weltkrieg:
- Eisernes Kreuz II. und I. Klasse
- Ehrenkreuz für Frontkämpfer

Im Zweiten Weltkrieg:
- Spange zum Eisernen Kreuz II. Klasse
- Kriegsverdienstkreuz 2. Klasse mit Schwertern

## Schriften
- Übungen für Buchführung und Bücherabschlusses – Einführung in das System der doppelten Buchführg sowie in das Lesen und Beurteilen von Bilanzen, 6. Auflage 1930 (mit Adolf Willareth und Karl Klotz)
- Buchführungsrichtlinien für kleinere Betriebe im Beherbergungsgewerbe, 1939 (mit Gustav Lotz)
- Buchführungsrichtlinien für mittlere Betriebe im Beherbergungsgewerbe, 1939 (mit Gustav Lotz)
- Wegweiser für die kaufmännische Betriebs- und Bilanzprüfung. 5. Auflage, neu bearbeitet von Carl Walter Meyer, 1962.